# Francesco Locatelli
Francesco Locatelli (ur. 9 marca 1920 w Moggio; zm. 12 grudnia 1978) – włoski kolarz szosowy startujący w wyścigach w latach 1946–1956, zwycięzca Tour de Pologne (1949).

## Najważniejsze zwycięstwa
- 1949 – Tour de Pologne